# Виртуален източник на температурна разлика
За работата на топлинна машина по цикъл на Карно или Ренкин, съгласно Втория принцип на термодинамиката, се изисква наличието на два температурни прага, висок и нисък. Те се доставят до топлинната машина чрез нагряване и охлаждане, или чрез доставката на по-топъл и по-студен първичен топлоносител, както е в системите OTEC за извличане енергия от океана – топла вода от повърхността и студена-от дъното. Но това е доста скъпо. А какво да се прави, ако имаме само един източник с една входяща температура?
По-долу се разглежда следният вариант:
Имаме поток от топлоносител с дебит G [kg/s], топлинен капацитет C [kJ/kg.K] и температура T1, топлосъдържание Q=m.C.∆t.
Част с G1=G-G2 [kg/s] протича през изпарителя на термопомпа, задържа се определен период от време δt=(t1-t0), губи част от топлината си със скорост Px=(Qвх-Qизх)/ δt и се охлажда до температура T2<T1. Термопомпата работи с изпаряване на раб. тяло при темп.Ti <T2 и кондензиране при Tk и има хладилен коефициент ε=[Ti/(Tk-Ti)] консумира мощност Pt=Px.[1- ε/(1+ ε)]. Тя нагрява ппротичащия през кондензатора ѝ поток от топлоносител с дебит G2[kg/s] до темп. T1<T3<Tk, следователно, разполагаемата температурна разлика е ∆T=(T3-T2)>>0, на цената на потребената енергия Cw=W.p(e)= Pt. Δt. p(e), където:
- p(e) е цена на енергията, €/kWh
- W е изразходваната енергия, kWh.

Ако, в допълнение, за задвижване на топлинната машина се използва самото работно тяло на термопомпата след сгъстяването му от компресора ѝ, тогава разполагаемата температурна разлика ще се приближава до (Tk-T2)>(T3-T2)и ще има малко по-висок кпд на преобразуването.
Теоретичният КПД на топлинната машина, която преобразува разликата на температура в мех. работа е η=1-(Tс/Th), където Tc е абс. температура на охладителя, a Th-на нагретеля.
Фактическият кпд η(ф)= η.Y, където Y=η(то).η(т).η(г).η(доп), а η(то)-кпд на топлообменниците, η(т)-кпд на турбината, η(г)-кпд на генератора, η(доп)-кпд, обусловен от допълнителни фактори като отношение на дебитите G1/G2, намаляването на ∆T след процеса на топлообмен и т.н., е по-нисък от теоретичния. Типични стойности (които също могат да варират) са съответно η(то)=0,95; η(т)=0,85; η(г)=0,95; η(доп)=(0,5 – 0,8) и съответно, Y=0,3 – 0,6
Генерираната електрическа мощност е Pe=Pwh.η(ф)
Мощността на топлинната машина е Pw. η, където Pw – входяща мощност.
Входящата мощност Pwh се състои от топлинна и допълнителнаа съставка, като топлинната е G2.T3.c=kg/s.[K].4,17kJ/kg.K=[kJ/s]=[kW], а допълнителната – Pt представлява потребяваната от термопомпата мощност за създаването на температурната разлика, но тя се отчита при повишаването на температурата на потока G2.
Илюстративен пример:
Нека първичният топлоносител е вода, C=4,17, T1=20 градуса по Целзий, т.е. T=293K, T2=10 С =283K,
G=2000 kg/s, G1=1000 kg/s, G2=1000 kg/s,
δt=1s
Ti=273K, Tk=328K, т.е. ε=(273/(328-273))=4,96
Тогава Px=1000.4,17.(293 – 283)/1=41,7MW
Термопомпата консумира мощност Pt=41,7.[1 – 4,96/(1+4,96)]=6,996 MW
Прехвърляната в потока на G2 мощност P=Px+Pt=41,7+6,996=48,696 MW срещу цената на 7 MW
Тогава температурата на G2, T3=T1+∆t.(P/Px)=293+10.(48,696/41,7)=304,67 K
Входящата за преобразуване мощност е
1000.(304,67 – 283).4,17=90363,9kW=90,363MW (топлинна+допълнителната Pt=7MW, влязла за да се получи настоящата температура на подгряваната вода)
Теоретичната стойност на кпд η={1-(283/304,67)}.100[%]=0,071126.100=7.1126[%]
Генерираната електрическа мощност Pe=Pwh.η(ф) и е в границите от
90,3639.0,071126.0,6=3,856 MW – в по-изгодния и 90,3639.0,071126.0,3=1,928 MW – в по-неизгодния вариант.
Или ∆Tвода=304,67 – 283=21,67 K, т.е. при дебит 3600[s].1000[kg/s] разполагаме с топлинна енергия 3600.1000.21,67.4,17=325310040 J, или енергия 90,3639 MWh топлина, за които сме платили като енергия цената на 7 MWh.
При преобразуването в електричество и цена 100 €/MWh разполагаме с 3,856.100=385,6 €/h или 1,928.100=192,8 €/h срещу разход 7.100=700 €/h, или -314,4 и -507,2 €/h чиста загуба на енергия за поддръжка на източника.
Извод: виртуален източник на топлинна разлика може да съществува, но използването му за производство на електроенергия по OTEC-технология не е икономически целесъобразно.
За работата, обаче, на система, извличаща и доставяща топлинна енергия с повишен топлинен потенциал под формата на битова топла вода чрез виртуален източник на температурна разлика, породен от термопомпа, са необходими и достатъчни за системата енергийни източници във вида поток първичен топлоносител и източник на механична енергия, напр. топлата вода от охлаждането на ядрена или обикновена ТЕЦ + ел. енергия или потокът вода на ВЕЦ, който, освен че отдава механична работа / с която се и задвижва/, се и охлажда. Такава система, предвид простотата, сигурността и допълнителните ефекти, като охлаждане на втория воден поток, липсата на химически и радиоактивни замърсявания и т.н. е не само ефективна, но и препоръчителна.